# Larinus sibiricus
Larinus sibiricus là một loài bọ vòi voi được tìm thấy ở Đông Âu và Trung Đông.
The weevil feeds on Xeranthemum annuum (Asteraceae). đối với con cái lay eggs on the flowerheads, và larvae undergo development inside the flower heads. The species' larvae apparently are parasatized by Bracon urinator (Hymenoptera: Braconidae).